# Canton de Pamiers-1
Le canton de Pamiers-1 est une circonscription électorale française du département de l'Ariège, créée par le décret du 18 février 2014 et entrée en vigueur lors des élections départementales de 2015.

## Histoire
Un nouveau découpage territorial de l'Ariège entre en vigueur en mars 2015, défini par le décret du 18 février 2014, en application des lois du 17 mai 2013 (loi organique 2013-402 et loi 2013-403). Les conseillers départementaux sont, à compter de ces élections, élus au scrutin majoritaire binominal mixte. Les électeurs de chaque canton élisent au Conseil départemental, nouvelle appellation du Conseil général, deux membres de sexe différent, qui se présentent en binôme de candidats. Les conseillers départementaux sont élus pour 6 ans au scrutin binominal majoritaire à deux tours, l'accès au second tour nécessitant 12,5 % des inscrits au 1er tour. En outre la totalité des conseillers départementaux est renouvelée. Ce nouveau mode de scrutin nécessite un redécoupage des cantons dont le nombre est divisé par deux avec arrondi à l'unité impaire supérieure si ce nombre n'est pas entier impair, assorti de conditions de seuils minimaux. En Ariège, le nombre de cantons passe ainsi de 22 à 13. Le canton de Pamiers-1 fait partie des 12 nouveaux cantons du département, le canton de Mirepoix gardant la même dénomination, mais avec des limites territoriales différentes.

## Représentation
| Période élective | Période élective | Mandat | Mandat   | Identité               | Nuance | Nuance | Qualité |
| ---------------- | ---------------- | ------ | -------- | ---------------------- | ------ | ------ | --- |
| 2015             | 2021             | 2015   | 2021     | Jacques Laffargue      |        | PS     | Cadre aéronautique Président du conseil économique social environnemental de l'Ariège                                                  |
| 2015             | 2021             | 2015   | 2021     | Marie-France Vilaplana |        | PS     | Maire de Benagues jusqu'en 2020 Ancienne conseillère générale du canton de Pamiers-Ouest 3ème Vice-Présidente du Conseil départemental |
| 2021             | 2028             | 2021   | en cours | Jean-Christophe Cid    |        | PS     | Conseiller municipal de Pamiers |
| 2021             | 2028             | 2021   | en cours | Marie-France Vilaplana |        | PS     | 3ème Vice-Présidente du conseil départemental (solidarités)                                                                            |

### Résultats détaillés

#### Élections de mars 2015
À l'issue du 1er tour des élections départementales de 2015, deux binômes sont en ballottage : Jacques Laffargue (Société Civile) et Marie-France Vilaplana (PS, 35,27 %) et Chantal Clamer et Aimé Deléglise (FN, 33,54 %). Le taux de participation est de 52,23 % (4 295 votants sur 8 224 inscrits) contre 55,65 % au niveau départemental et 50,17 % au niveau national.
Au second tour, Jacques Laffargue (Société Civile) et Marie-France Vilaplana (PS) sont élus avec 60,06 % des suffrages exprimés et un taux de participation de 54,19 % (2 386 voix pour 4 457 votants et 8 225 inscrits).

#### Élections de juin 2021
Le premier tour des élections départementales de 2021 est marqué par un très faible taux de participation (33,26 % au niveau national). Dans le canton de Pamiers-1, ce taux de participation est de 34,66 % (2 881 votants sur 8 313 inscrits) contre 42,44 % au niveau départemental. À l'issue de ce premier tour, deux binômes sont en ballottage : Jean-Christophe Cid et Marie-France Vilaplana (PS, 48,2 %) et Jacques Laffargue et Françoise Lagreu-Corbalan (DVC, 35,26 %).
Le second tour des élections est marqué une nouvelle fois par une abstention massive équivalente au premier tour. Les taux de participation sont de 34,3 % au niveau national, 43,46 % dans le département et 35,14 % dans le canton de Pamiers-1. Jean-Christophe Cid et Marie-France Vilaplana (PS) sont élus avec 59,61 % des suffrages exprimés (1 541 voix pour 2 923 votants et 8 317 inscrits),,.

## Composition
| Nom                             | Code Insee | Intercommunalité                | Superficie (km2) | Population (dernière pop. légale)               | Densité (hab./km2) | Modifier                                    |
| ------------------------------- | ---------- | ------------------------------- | ---------------- | ----------------------------------------------- | ------------------ | ------------------------------------------- |
| Pamiers (bureau centralisateur) | 09225      | CC des Portes d'Ariège Pyrénées | 45,85            | Fraction : 6 177 (2022) Commune : 16 512 (2022) | 360                | modifier les données · modifier les données |
| Artix                           | 09021      | CA L'Agglo Foix-Varilhes        | 7,35             | 113 (2022)                                      | 15                 | modifier les données · modifier les données |
| Benagues                        | 09050      | CC des Portes d'Ariège Pyrénées | 3,01             | 502 (2022)                                      | 167                | modifier les données · modifier les données |
| Bézac                           | 09056      | CC des Portes d'Ariège Pyrénées | 10,99            | 476 (2022)                                      | 43                 | modifier les données · modifier les données |
| Escosse                         | 09116      | CC des Portes d'Ariège Pyrénées | 14,83            | 362 (2022)                                      | 24                 | modifier les données · modifier les données |
| Lescousse                       | 09163      | CC des Portes d'Ariège Pyrénées | 8,48             | 82 (2022)                                       | 9,7                | modifier les données · modifier les données |
| Madière                         | 09177      | CC des Portes d'Ariège Pyrénées | 10,28            | 272 (2022)                                      | 26                 | modifier les données · modifier les données |
| Rieux-de-Pelleport              | 09245      | CA L'Agglo Foix-Varilhes        | 8,16             | 1 261 (2022)                                    | 155                | modifier les données · modifier les données |
| Saint-Bauzeil                   | 09256      | CA L'Agglo Foix-Varilhes        | 4,47             | 57 (2022)                                       | 13                 | modifier les données · modifier les données |
| Saint-Jean-du-Falga             | 09265      | CC des Portes d'Ariège Pyrénées | 4,03             | 2 864 (2022)                                    | 711                | modifier les données · modifier les données |
| Saint-Martin-d'Oydes            | 09270      | CC des Portes d'Ariège Pyrénées | 11,64            | 251 (2022)                                      | 22                 | modifier les données · modifier les données |
| Saint-Michel                    | 09271      | CC des Portes d'Ariège Pyrénées | 5,92             | 91 (2022)                                       | 15                 | modifier les données · modifier les données |
| Saint-Victor-Rouzaud            | 09276      | CC des Portes d'Ariège Pyrénées | 12,77            | 215 (2022)                                      | 17                 | modifier les données · modifier les données |
| Unzent                          | 09319      | CC des Portes d'Ariège Pyrénées | 7,90             | 119 (2022)                                      | 15                 | modifier les données · modifier les données |
| Canton de Pamiers-1             | 0907       |                                 |                  | 12 842 (2022)                                   |                    | modifier les données                        |

Le canton de Pamiers-1 comprend :
1. 13 communes entières ;
2. La partie de la commune de Pamiers située à l'ouest d'une ligne définie par l'axe des voies et limites suivantes : à partir de la limite territoriale de la commune de Bézac, cours de l'Ariège, canal des Usines, avenue du Jeu-du-Mail, place des Héros-de-Roquefixade, boulevard d'Alsace-Lorraine, boulevard Delcassé, rue du Marché-au-Bois, rue de l'Agasse, rue de Loumet, avenue Irénée Cros, avenue de Foix et route départementale 119, jusqu'à la limite territoriale de la commune de La Tour-du-Crieu.

## Démographie
En 2022, le canton comptait 12 842 habitants, en évolution de +1,33 % par rapport à 2016 (Ariège : +1,48 %, France hors Mayotte : +2,11 %).
| 2013   | 2018   | 2022   |
| ------ | ------ | ------ |
| 12 488 | 12 492 | 12 842 |